# Arabigere-75, Kollegal
Arabigere-75 là một làng thuộc tehsil Kollegal, huyện Chamarajanagar, bang Karnataka, Ấn Độ.